# El Bosque (Ciudad de la Costa)
El Bosque es un barrio de Ciudad de la Costa en el departamento de Canelones, Uruguay

## Ubicación
El barrio se encuentra situado en la zona central de la ciudad, al sur de la Avenida Giannattasio, entre Lagomar y Solymar.

## Características
Integra Ciudad de la Costa y pasó de ser el típico balneario de la Costa de Oro a un área de uso residencial permanente debido a la expansión del Área Metropolitana de Montevideo. Es una extensión de Lagomar y Solymar y entre 1985 y 1996 su población creció más de 70%.
Se creó en 1953 en cinco hectáreas propiedad de los hermanos Oscar y Ruperto Crapuchette, por iniciativa de Mariano Almenara.

## Población
Según el censo del año 2023, el barrio contaba con una población de 1 138 habitantes.
| 87            | 302 | 519 | 888 | 941 | 988 | 1 138 |
| (Fuente: INE) |     |     |     |     |     |       |